# John McQuilliam
John McQuilliam (3 de agosto de 1962) é um projetista inglês de carros de Fórmula 1 que atualmente ocupa o cargo de projetista chefe da equipe de Fórmula 1 da Cadillac.

## Carreira
McQuilliam trabalhou para a Williams a partir de 1986 e posteriormente para Arrows como engenheiro antes de se juntar à Jordan. Depois que a Jordan foi comprada pelo Midland Group em 2005, McQuilliam permaneceu com a Midland F1 Racing até que a equipe foi vendida outra vez, agora para a Spyker Cars em 2007 e renomeada para Spyker F1 Team. No final de 2007, ela saiu da Spyker e foi trabalhar então para a Wirth Research, uma companhia de propriedade de Nick Wirth, como um especialista em aerodinâmica.
Em março de 2014, McQuilliam estava de volta à Fórmula 1 como um especialista técnico e projetista para a Marussia, que continuou em 2015 com a equipe da Manor Marussia F1 Team. Para a temporada de 2016, foi nomeado diretor técnico da antiga Manor Racing. Cargo este que ele deixou após a equipe sair da Fórmula 1 em janeiro de 2017.
Após o desaparecimento da Manor Racing, McQuilliam se juntou à Prodrive, trabalhando como engenheiro chefe em sua divisão de compósitos. Ele se tornou diretor de engenharia da Prodrive em abril de 2019.
Em março de 2023, McQuilliam foi contratado pela Andretti Cadillac como seu projetista chefe para o projeto de Fórmula 1 da equipe estadunidense, que deu origem a Cadillac Formula 1 Team.